# Septillón
Un septillón, en la escala numérica larga usada tradicionalmente en  español, equivale a 1042, esto es un millón de sextillones:
| {\displaystyle un\ septill{\acute {o}}n=10^{42}} {\displaystyle un\ septill{\acute {o}}n=(1\,000\,000)^{7}} {\displaystyle un\ septill{\acute {o}}n=1\;000\;000\;000\;000\;000\;000\;000\;000\;000\;000\;000\;000\;000\;000} |

Esta palabra no es de uso corriente y no aparece en el Diccionario de la Real Academia ni en el Diccionario de uso del español, de María Moliner.